# Lerchenhügel (Birkenhügel)
Lerchenhügel war der historische Name des westlichen Ortsteils von Birkenhügel der Gemeinde Rosenthal am Rennsteig im Saale-Orla-Kreis in Thüringen.

## Geschichte

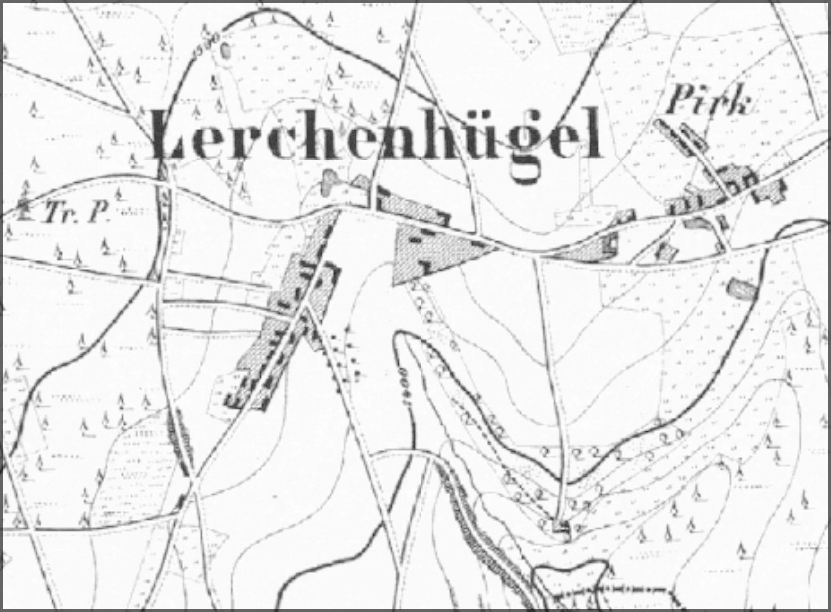
Die Ortsteile im Jahr 1873

1708 wurde das Dorf Lerchenhügel erstmals urkundlich genannt. Bis 1918 gehörte das Gebiet der damaligen Gemeinde zum Fürstentum Reuß jüngerer Linie. Früher gab es zwei Rittergüter im Dorf, sodass es ein Frondorf war. Am 28. Februar 1923 schlossen sich Lerchenhügel und Pirk zur Gemeinde Birkenhügel zusammen.